# Publicis Healthcare Communications Group
Publicis Healthcare Communications Group (PHCG) est un réseau multi-disciplinaire de communication spécialisé dans la santé, comprenant près de 20 groupements d'agences et présent dans 11 pays.
En février 2024, Publicis Health, après avoir été mis en cause, s'engage à verser 350 millions de dollars après un accord avec la justice américaine, pour son implication dans la crise des opiacés qui a entrainé la mort de 700 000 américains.
Selon le procureur de l'État de New York, Publicis Health  a «aidé des fabricants d'opiacés comme Purdue Pharma à convaincre les médecins de sur-prescrire des opiacés, alimentant directement la crise des opiacés et causant la disparition de populations dans l'ensemble du pays», et a «développé des stratégies de marketing prédatrices et trompeuses pour Purdue Pharma de façon à augmenter les prescriptions et les ventes d'opiacés». Le publicitaire a également créé des prospectus décrivant l'OxyContin comme un traitement «sûr et incapable d'entraîner un usage abusif».
Le réseau regroupe plusieurs entités internationales: Saatchi & Saatchi Health, Saatchi & Saatchi Wellness, Publicis Life Brands et Publicis Healthware International, ainsi que des agences locales. En 2009, Ad Age classe PHCG comme le premier réseau d'agences marketing santé aux États-Unis en chiffre d'affaires[source secondaire souhaitée].
PHCG fait partie de Publicis Groupe, et ses agences dispensent des services en publicité, formation médicale continue, marketing numérique, études d'accès au marché, affaires médicales et scientifiques.